# ポルシェ・チャレンジ
『ポルシェ・チャレンジ』(PORSCHE CHALLENGE) は、ソニー・コンピュータ・エンターテイメントのレースゲーム。

## 解説
ポルシェ社が満を持して発売したレースゲーム。1997年9月25日にソニー・コンピュータ・エンターテイメントよりPlayStationから発売された。
2シーターオープンカー「ボクスター」の走りを完全再現しており、現実離れしたドリフトや不自然なハンドリングがなく、本物のボクスターを操る感覚を味わえる。
登場する車はボクスターのみ。車に性能差が無い。用意されたコースは4つ。それぞれショートとロングの2種類がある。全12戦を勝ち抜いていくチャンピオンシップモードでは、後半の4コースはプレイヤーの走りに反応してコースも変化する。